# 大日本政治会
大日本政治会（だいにほんせいじかい、旧字体 : 大日本政治會）は、1945年（昭和20年）に戦争体制を強化するために結成された政治結社・政治団体である。総裁は元陸軍大臣南次郎。略称は日政または日政会。

## 概説
第21回衆議院議員総選挙以後、全ての国会議員が所属する事になっていた翼賛政治会であったが、1945年に入ると、小磯國昭首相の意向を受けて本土決戦に備えた大政翼賛会・翼賛政治会の改組を準備していた小林躋造総裁（小磯内閣国務大臣）に対する反発が表面化する。これに対して小林総裁は新党結成を公式に表明して事態の収拾を図るが、脱退者が相次いだ。このため、小林に代わる総裁を立てて出直しを図ることとなった。
1945年3月30日、翼賛政治会は解散され、南次郎を総裁とする大日本政治会が結成された。幹事長には反主流派の岸信介を予定していたが、松岡洋右の総裁擁立を希望していた岸はこれを拒否して護国同志会（後述）に参加してしまう。このため、幹事長には松村謙三、総務会長には金光庸夫、政調会長には勝田永吉（勝田の衆議院副議長就任に伴い東郷実に交代）が就任した。だが、衆議院議員353名の参加を得たものの、翼賛政治会に参加していた貴族院議員は参加見送りを決定し児玉秀雄ら数名が個人参加するに留まり、また先の内紛中に大日本翼賛壮年団出身議員は3月10日に翼壮議員同志会（翼同・21名）を結成、旧翼賛政治会反主流派も3月11日に護国同志会（30名）を結成して合流を拒否、無所属25名・欠員37名を計算に含めると、日政会は衆議院全体では75.7％、欠員者を除くと82.3％を占めるに過ぎず、翼賛体制が本来目指した「一国一党」とはかけ離れたものとなった。
南は結成時に「一億国民の総力を迅速に結集して、これを決戦の戦場に直結する」と挨拶をしたが、実際に事績として残されたのは鈴木内閣組閣の際の政務次官・参与官人事を巡って内紛を起こした事と第87帝国議会（6月2日から12日まで）への出席した事のみであった。
日本敗戦後に南総裁が辞意を表明すると解散論が高まり、9月7日に代議士会で解散が決議され、
9月13日に解散した。
解散後所属議員の多くは日本進歩党の結党に参加した。